# Afonso de Aragão (1481-1500)
Afonso de Aragão (1481 - 14 de agosto de 1500), Duque de Bisceglie e Príncipe de Salerno da Casa de Trastámara, era filho ilegítimo de Afonso II, rei de Nápoles e sua amante Trogia Gazzela. Seu pai, primo do rei Fernando II de Aragão, abdicou em favor de seu filho legítimo Fernando II de Nápoles. Foi o segundo marido de Lucrécia Bórgia.

## Biografia
Afonso recebeu uma educação humanista acurada. Seu primeiro professor foi Giuniano Maio e, em seguida, o poeta florentino Raffaele Brandolini, também conhecido como "Lippus Brandolinus" por causa de sua cegueira. Desde a infância, se envolveu com a crise que atingiu a dinastia aragonesa de Nápoles. Em 1495, durante a ocupação francesa, o pai fugiu e morreu na Sicília. Alfonso, com 14 anos, lutou pelo retorno ao trono de seu meio-irmão Fernando, que se tornou rei de Nápoles em 1495, mas morreu um ano depois. Em 1497, com a restauração da dominação aragonesa sob seu tio Frederico IV de Nápoles, Alfonso foi designado para a primeira posição de responsabilidade e tornou-se tenente-geral de Abruzzo.

### Casamento
"Era o mais belo jovem que eu já vi em Roma" - o cronista Talini 
A fim de fortalecer os laços com Nápoles, o Papa Alexandre VI arranjou casamentos entre a Casa de Bórgia e a família real de Aragão. A irmã de Afonso, Sancha de Aragão, já estava casada com o filho mais novo do Papa, Gioffre Bórgia, em 1494. A sua ideia era que seu filho Cesare Borgia se casasse com Carlota de Nápoles, filha legítima do recém-coroado rei Frederico IV de Nápoles, mas Carlota não concordou em se casar com ele. Para apaziguar o Papa, Frederico IV finalmente consentiu em um casamento entre a filha do Papa, Lucrécia Borgia, de 18 anos, e Afonso de Aragão, de 17 anos.
Em 15 de julho de 1498, Afonso entrou em Roma disfarçado. Ele e Lucrécia se casaram no Vaticano no dia 21 de julho. As celebrações foram realizadas a portas fechadas. Com Afonso vieram as cidades principescas de Salerno, Quadrata e Bisceglie. Lucrécia trouxe com ela um dote de 40 mil ducados. Era parte do acordo que o casal permaneceria em Roma por pelo menos um ano e que não seria obrigado a viver permanentemente no Reino de Nápoles até a morte do pai dela. Segundo  Ferdinand Gregorovius, "o jovem Afonso era justo e amável", "o rapaz mais bonito já visto na cidade imperial". Conforme testemunhos da época, Lucrécia realmente era apaixonada por ele. Em fevereiro de 1499, foi relatado que Lucrécia perdeu o primeiro filho de Alfonso. No entanto, ela logo estaria novamente grávida. 
Quando a política externa mudou, o Papa Alexandre VI contemplou um alinhamento com a França, inimiga da família de Alfonso. Para este fim, ele arranjou um casamento entre César Bórgia e Carlota de Albret, irmã de D. João III de Navarra. Afonso percebeu a traição quando os franceses planejavam invadir Nápoles e, em 2 de agosto de 1499, deixou Roma sem a esposa, grávida de seis meses. Sua fuga enfureceu o Papa, que enviou tropas atrás dele, mas não conseguiram encontrá-lo no esconderijo. Enquanto isso, Lucrécia foi agraciada com o governo de Spoleto e Foligno, o que significa que Afonso era um consorte não funcional. Eventualmente, Afonso foi interceptado por meio de cartas para sua esposa, nas quais tentava convencê-la a encontrá-lo em Genazzano. A família Bórgia ordenou que Lucrécia atraísse Afonso a Roma. Ela reuniu-se ao marido em Nepi; em seguida, eles voltaram para o Vaticano, em setembro de 1499. Na noite entre 31 de outubro e 1º de novembro, Lucrécia deu à luz seu filho, que foi batizado Rodrigo, tal como o pai dela.

### Morte
"Uma vez que Don Alfonso se recusou a morrer devido aos ferimentos, ele foi estrangulado em sua cama" - Burchard 

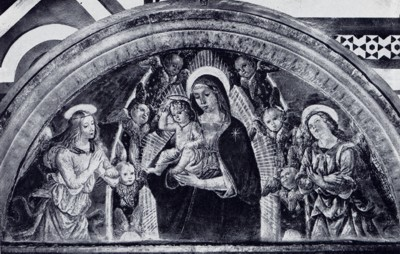
Lucrezia Borgia (à esquerda) com Rodrigo (à direita ao lado dela) e Alfonso de Aragão (bastante à direita), 1500

Na noite de 15 de julho de 1500, no topo dos degraus antes da entrada para a Basílica de São Pedro, Afonso foi atacado por assassinos de aluguel e esfaqueado na cabeça, braço direito e perna. Quando os assassinos tentaram transportar Alfonso para longe, seus próprios guardas colocaram-os em fuga. O príncipe estava residindo no palácio de Santa Maria in Portico, mas tão desesperadora era a sua condição que ele foi levado para a câmara da Torre Bórgia, onde foi tratado por seus médicos de Nápoles, sua irmã, Sancha e sua esposa, Lucrécia. Porém, na noite de 18 de agosto, quando Afonso ainda estava se recuperando, ele foi estrangulado em sua cama. Michelotto Corella estava no grupo dos homens armados, que entraram em seu quarto. Depois de sua morte, seu corpo foi levado para a Basílica de São Pedro e lá depositado na Capela da Virgem Maria da Febre.
No contexto político de uma campanha francesa contra Nápoles, César Bórgia foi o principal acusado do assassinato, no entanto, sua morte permanece envolta em mistério. Para se defender ele ressaltou que Afonso havia tentado matá-lo atirando com uma besta enquanto caminhava no jardim, mas muitos não acreditaram nele. Afonso, dada a sua simpatia para com a família Colonna, tinha inimigos em Roma entre a família Orsini também, e parece possível que os Orsini projetaram o atentado contra sua vida em julho de 1500. Entre os acusados também estava o tio de Afonso, Giovan Maria Gazzera, misteriosamente morto em Roma pouco depois, e até mesmo o Papa Alexandre VI, porque Afonso em maio de 1500, demonstrou seu descontentamento com a decisão francófila do papa para anular o casamento entre a prima de Afonso, Beatriz de Nápoles, e o rei da Hungria Matias I.
Dois anos depois, Lucrécia foi dada em casamento a Afonso I d'Este. Ela foi obrigada a simular a aparência de uma cônjuge virgem para se casar com d'Este. Assim, ela foi forçada a deixar Rodrigo de Aragão, seu único filho com Afonso de Aragão, para trás para sempre. Rodrigo Bórgia de Aragão morreu de doença em Bari com 12 anos.